# Leucandra crambessa
Leucandra crambessa är en svampdjursart som beskrevs av Ernst Haeckel 1872. Leucandra crambessa ingår i släktet Leucandra och familjen Grantiidae. Inga underarter finns listade i Catalogue of Life.